# بريت هارت (كاليفورنيا)

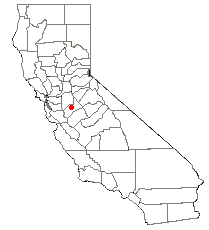
خريطة تبين موقع منطقة بريت هارت الإحصائية

بريت هارت (بالإنجليزية: Bret Harte)‏ هي منطقة إحصائية أمريكية (بالإنجليزية: census-designated place)‏ تقع في مقاطعة ستانيسلاوس بولاية كاليفورنيا الأمريكية. وصل تعداد سكانها في إحصاء سنة 2000 إلى 5161 نسمة. وهذه المنطقة هي جزء من منطقة موديستو الإحصائية الحضرية.

## التركيبة السكانية
حدّد مكتب تعداد الولايات المتحدة بيانات التركيبة السكانية لبريت هارت في تعداد الولايات المتحدة. في ما يلي، التركيبة السكانية حسب تعدادي 2000 و2010.

### تعداد عام 2000
بلغ عدد سكان بريت هارت 5,161 نسمة بحسب تعداد عام 2000، وبلغ عدد الأسر 1,174 أسرة وعدد العائلات 1,013 عائلة مقيمة في المنطقة السكنية. في حين سجلت الكثافة السكانية 3,609.1 نسمة لكل كيلومتر مربع (9,347.5/ميل2). وبلغ عدد الوحدات السكنية 1,250 وحدة بمتوسط كثافة قدره 874.1 لكل كيلومتر مربع (2,263.9/ميل2).
وتوزع التركيب العرقي للمنطقة السكنية بنسبة 40.34% من البيض و1.14% من الأمريكيين الأفارقة و1.92% من الأمريكيين الأصليين و0.62% من الأمريكيين ذوي الأصول الآسيوية و0.02% من سكان جزر المحيط الهادئ و50.71% من الأعراق الأخرى و5.25% من عرقين مختلطين أو أكثر و76.07% من الهسبانيون أو اللاتينيون من أي عرق.
بلغ عدد الأسر 1,174 أسرة كانت نسبة 64.9% منها لديها أطفال تحت سن الثامنة عشر تعيش معهم، وبلغت نسبة الأزواج القاطنين مع بعضهم البعض 59.5% من أصل المجموع الكلي للأسر، ونسبة 17.8% من الأسر كان لديها معيلات من الإناث دون وجود شريك،  بينما كانت نسبة 9% من الأسر لديها معيلون من الذكور دون وجود شريكة وكانت نسبة 13.7% من غير العائلات. تألفت نسبة 9.7% من أصل جميع الأسر من عدة أفراد يعيشون في نفس المنزل ونسبة 5.4% كانت تتألف من شخص يعيش بمفرده يبلغ من العمر 65 عاماً أو أكثر. وبلغ متوسط حجم الأسرة المعيشية 4.40، أما متوسط حجم العائلات فبلغ 4.59.
بلغ العمر الوسطي للسكان 24.1 عاماً. وكانت نسبة 38.3% من القاطنين تحت سن الثامنة عشر، وكانت نسبة 13.1% بين الثامنة عشر والرابعة والعشرين عاماً، ونسبة 28.3% كانت واقعةً في الفئة العمرية ما بين الخامسة والعشرين والرابعة والأربعين عاماً، ونسبة 14.1% كانت ما بين الخامسة والأربعين والرابعة والستين، ونسبة 6.2% كانت ضمن فئة الخامسة والستين عاماً فما فوق. يوجد لكل 100 أنثى 104.0 ذكر، ويوجد لكل 100 أنثى في الثامنة عشر من عمرها فما فوق 112.3 ذكر.
بلغ متوسط دخل الأسرة في المنطقة السكنية 26,568 دولارًا، أما متوسط دخل العائلة فبلغ 27,155 دولارًا. وكان متوسط دخل الذكور 27,591 دولارًا مقابل 17,885 دولارًا للإناث. وسجل دخل الفرد الخاص بالمنطقة السكنية 7,481 دولارًا. وكانت نسبة 30% من العائلات ونسبة 38.1% من السكان تحت خط الفقر، وكان من هؤلاء نسبة 43.9% تحت سن الثامنة عشر ونسبة 18.8% في الخامسة والستين من العمر وما فوق.

### تعداد عام 2010
بلغ عدد سكان بريت هارت 5,152 نسمة بحسب تعداد عام 2010، وبلغ عدد الأسر 1,185 أسرة وعدد العائلات 1,020 عائلة مقيمة في المنطقة السكنية. في حين سجلت الكثافة السكانية 3,602.8 نسمة لكل كيلومتر مربع (9,331.2/ميل2). وبلغ عدد الوحدات السكنية 1,293 وحدة بمتوسط كثافة قدره 904.2 لكل كيلومتر مربع (2,341.9/ميل2).
وتوزع التركيب العرقي للمنطقة السكنية بنسبة 47.38% من البيض و1.01% من الأمريكيين الأفارقة و0.97% من الأمريكيين الأصليين و0.78% من الأمريكيين ذوي الأصول الآسيوية و0.87% من سكان جزر المحيط الهادئ و45.17% من الأعراق الأخرى و3.82% من عرقين مختلطين أو أكثر و82.92% من الهسبانيون أو اللاتينيون من أي عرق.
بلغ عدد الأسر 1,185 أسرة كانت نسبة 64.2% منها لديها أطفال تحت سن الثامنة عشر تعيش معهم، وبلغت نسبة الأزواج القاطنين مع بعضهم البعض 54.8% من أصل المجموع الكلي للأسر، ونسبة 19.4% من الأسر كان لديها معيلات من الإناث دون وجود شريك،  بينما كانت نسبة 11.9% من الأسر لديها معيلون من الذكور دون وجود شريكة وكانت نسبة 13.9% من غير العائلات. تألفت نسبة 7.9% من أصل جميع الأسر من عدة أفراد يعيشون في نفس المنزل ونسبة 3% كانت تتألف من شخص يعيش بمفرده يبلغ من العمر 65 عاماً أو أكثر. وبلغ متوسط حجم الأسرة المعيشية 4.35، أما متوسط حجم العائلات فبلغ 4.41.
بلغ العمر الوسطي للسكان 25.5 عاماً. وكانت نسبة 35.9% من القاطنين تحت سن الثامنة عشر، وكانت نسبة 13.4% بين الثامنة عشر والرابعة والعشرين عاماً، ونسبة 28.3% كانت واقعةً في الفئة العمرية ما بين الخامسة والعشرين والرابعة والأربعين عاماً، ونسبة 16.9% كانت ما بين الخامسة والأربعين والرابعة والستين، ونسبة 5.6% كانت ضمن فئة الخامسة والستين عاماً فما فوق. وتوزع التركيب الجنسي للسكان بنسبة 52.3% ذكور و47.7% إناث.